# 용덕한
용덕한(龍德韓, 1981년 4월 9일 ~ )은 전 KBO 리그 NC 다이노스의 포수이다.

## 선수 시절

### 아마추어 시절
대구상고 2학년 때인 1998년, 제52회 황금사자기 전국고교야구대회 결승전에서 2점 홈런을 쳐 내며 팀이 5년만에 전국대회 우승을 하는 데 공헌했다. 3학년 때인 1999년에도 제54회 청룡기 전국고교야구대회에서 공수에서 맹활약을 하며 팀 우승에 큰 기여를 했다.
2000년 동아대학교에 입학했으며, 3학년이던 2002년 제 1회 세계 대학야구선수권대회를 위한 국가대표 선발 명단에 고려대학교 재학 중이던 이택근과 함께 포수로서 이름을 올리며 처음으로 태극 마크를 달았다.

### 두산 베어스시절
2004년에 입단했다.

### 상무 야구단시절
2007년에 입단했다.

### 두산 베어스복귀
2008년에 복귀했다. 2009년 시즌에 최승환의 부상으로 인해 79경기를 출장한 것이 최다 출장한 기록이 됐다. 2010년 포스트 시즌에서 주전 포수 양의지를 대신한 특급 백업 요원으로 자리매김했고, 상대적으로 경험이 적었던 양의지 대신 노련한 모습을 선보이며 좋은 활약을 펼쳤다. 그러나 2011년 5월 27일 한화 이글스전에서 낫아웃 상황에서 파울이라고 항의하다가 오선진이 3루까지 뛰는 상황을 자초했고, 이후 2군으로 내려갔다.

### 롯데 자이언츠시절
양의지에 이어 김재환, 최재훈 등 신진 포수들에게 밀려 2012년 6월 17일 롯데 자이언츠 투수 김명성을 상대로 트레이드됐다. 이는 장성우의 경찰 야구단 입대에 따른 강민호의 백업 포수가 필요했던 팀의 요청으로 성사됐다. 2010년 포스트시즌에 이어서 2012년 포스트시즌에도 맹활약을 보여 팀은 13년 만에 포스트시즌에서 승리했다. 주전 포수인 강민호가 준PO 1차전에서 손등 부상을 당해 2차전부터 그가 주전 포수로 출전했고, 2차전에서 투수 홍상삼을 상대로 역전 1점 홈런을 쳐 내며 결승 홈런의 주인공이 됐다. 이후 인터뷰에서는 "친정 팀이건 뭐건 간에 내가 속해 있는 팀이 이기는 게 먼저다. 나는 팀의 선수고 친정 팀이란 건 아무 의미가 없다."라는 말을 하며 팬들의 많은 사랑을 받았다.

### kt 위즈시절
2014년 11월 28일 신생팀 특별지명을 받아 이적했다. 2015년 5월 6일 한화 이글스와의 경기에서 송창식을 상대로 시즌 첫 홈런이자, 첫 만루 홈런을 기록했다.

### 2015년 시즌
2015년 6월 21일 당시 NC 소속이었던 홍성용, 오정복과 kt 소속이었던 그와의 2:1 트레이드를 통해 이적했다. 이 트레이드는 김태군의 백업 자원이 시급했던 팀에서 먼저 제안했다. 7월 29일 삼성 라이온즈와의 경기에서 이적 후 첫 선발 출장했다.

#### 2015년플레이오프
4경기에 출전했다.
- 기록

| 타율  | 경기 | 타수 | 득점 | 안타 | 2루타 | 3루타 | 홈런 | 타점 | 도루 | 도실 | 볼넷 | 사구 | 삼진 | 병살 | 장타율 | 출루율 | 실책 | 비고 |
| ----- | ---- | ---- | ---- | ---- | ----- | ----- | ---- | ---- | ---- | ---- | ---- | ---- | ---- | ---- | ------ | ------ | ---- | ---- |
| 0.000 | 4    | 2    | 0    | 0    | 0     | 0     | 0    | 0    | 0    | 0    | 0    | 0    | 0    | 0    | 0.000  | 0.000  | 0    |      |

### 야구선수 은퇴 후
2016년 시즌 후 프로 입단 13시즌 만에 FA 자격을 취득했다. NC 다이노스는 그에게 코치직을 제안했고, 결국 2016년 12월 7일에 은퇴를 선언하며 고양 다이노스 배터리코치로 선임됐다. 그는 은퇴 후 인터뷰를 통해 "그동안 경험하고 배운 걸 토대로 공부하는 지도자가 되겠다. 강압적이지 않고 선수들이 납득하고 이해할 수 있도록 하겠다"라고 말했다.

## 등번호
- '24' (2009년 ~ 2011년 / 두산 베어스)
- '27' (2012년 ~ 2015년 / 두산 베어스, 롯데 자이언츠, KT 위즈)
- '52' (2015년 / NC 다이노스)
- '23' (2004년 ~ 2006년, 2015년 / 두산 베어스, NC 다이노스)
- '77' (2016년 ~ 2022년 / 고양 다이노스 & NC 다이노스)

## 출신 학교
- 대구중앙초등학교
- 대구중학교
- 대구상업고등학교
- 동아대학교

## 통산 기록
| 연도 | 팀명    | 타율  | 경기 | 타수 | 득점 | 안타 | 2루타 | 3루타 | 홈런 | 루타수 | 타점 | 도루 | 도실 | 볼넷 | 사구 | 삼진 | 병살 | 장타율 | 출루율 | 실책 | 비고 |
| ---- | ------- | ----- | ---- | ---- | ---- | ---- | ----- | ----- | ---- | ------ | ---- | ---- | ---- | ---- | ---- | ---- | ---- | ------ | ------ | ---- | ---- |
| 2004 | 두산    | 1.000 | 5    | 2    | 1    | 2    | 0     | 0     | 0    | 2      | 1    | 0    | 0    | 0    | 0    | 0    | 0    | 1.000  | 0.667  | 0    |      |
| 2005 | 두산    | 0.238 | 59   | 130  | 13   | 31   | 5     | 0     | 0    | 36     | 10   | 1    | 3    | 10   | 0    | 23   | 3    | 0.277  | 0.293  | 3    |      |
| 2006 | 두산    | 0.214 | 58   | 84   | 9    | 18   | 3     | 0     | 2    | 27     | 6    | 0    | 0    | 5    | 0    | 14   | 2    | 0.321  | 0.256  | 2    |      |
| 2009 | 두산    | 0.246 | 79   | 195  | 17   | 48   | 8     | 1     | 1    | 61     | 14   | 0    | 2    | 11   | 3    | 43   | 13   | 0.313  | 0.294  | 2    |      |
| 2010 | 두산    | 0.136 | 43   | 44   | 7    | 6    | 2     | 0     | 0    | 8      | 0    | 0    | 0    | 3    | 3    | 12   | 1    | 0.182  | 0.240  | 1    |      |
| 2011 | 두산    | 0.149 | 60   | 47   | 3    | 7    | 2     | 0     | 0    | 9      | 2    | 0    | 0    | 0    | 2    | 8    | 1    | 0.191  | 0.184  | 3    |      |
| 2012 | 롯데    | 0.236 | 55   | 72   | 9    | 17   | 1     | 0     | 1    | 21     | 6    | 3    | 0    | 4    | 1    | 10   | 0    | 0.292  | 0.286  | 4    |      |
| 2013 | 롯데    | 0.148 | 56   | 88   | 6    | 13   | 1     | 0     | 1    | 17     | 4    | 1    | 0    | 7    | 0    | 24   | 2    | 0.193  | 0.208  | 4    |      |
| 2014 | 롯데    | 0.305 | 59   | 82   | 13   | 25   | 5     | 0     | 1    | 33     | 11   | 0    | 1    | 3    | 1    | 22   | 4    | 0.402  | 0.326  | 1    |      |
| 2015 | KT / NC | 0.243 | 91   | 140  | 12   | 34   | 6     | 0     | 1    | 43     | 13   | 2    | 1    | 8    | 4    | 26   | 2    | 0.307  | 0.303  | 1    |      |
| 2016 | NC      | 0.212 | 88   | 104  | 16   | 22   | 3     | 0     | 2    | 31     | 7    | 0    | 0    | 8    | 1    | 21   | 5    | 0.298  | 0.277  | 1    |      |
| 통산 | 11시즌  | 0.226 | 653  | 998  | 106  | 223  | 36    | 1     | 9    | 288    | 74   | 7    | 7    | 59   | 15   | 203  | 33   | 0.291  | 0.277  | 22   |      |